# Enicospilus sausi
Enicospilus sausi är en stekelart som beskrevs av Ian D. Gauld 1977. Enicospilus sausi ingår i släktet Enicospilus och familjen brokparasitsteklar. Inga underarter finns listade i Catalogue of Life.

## Bildgalleri

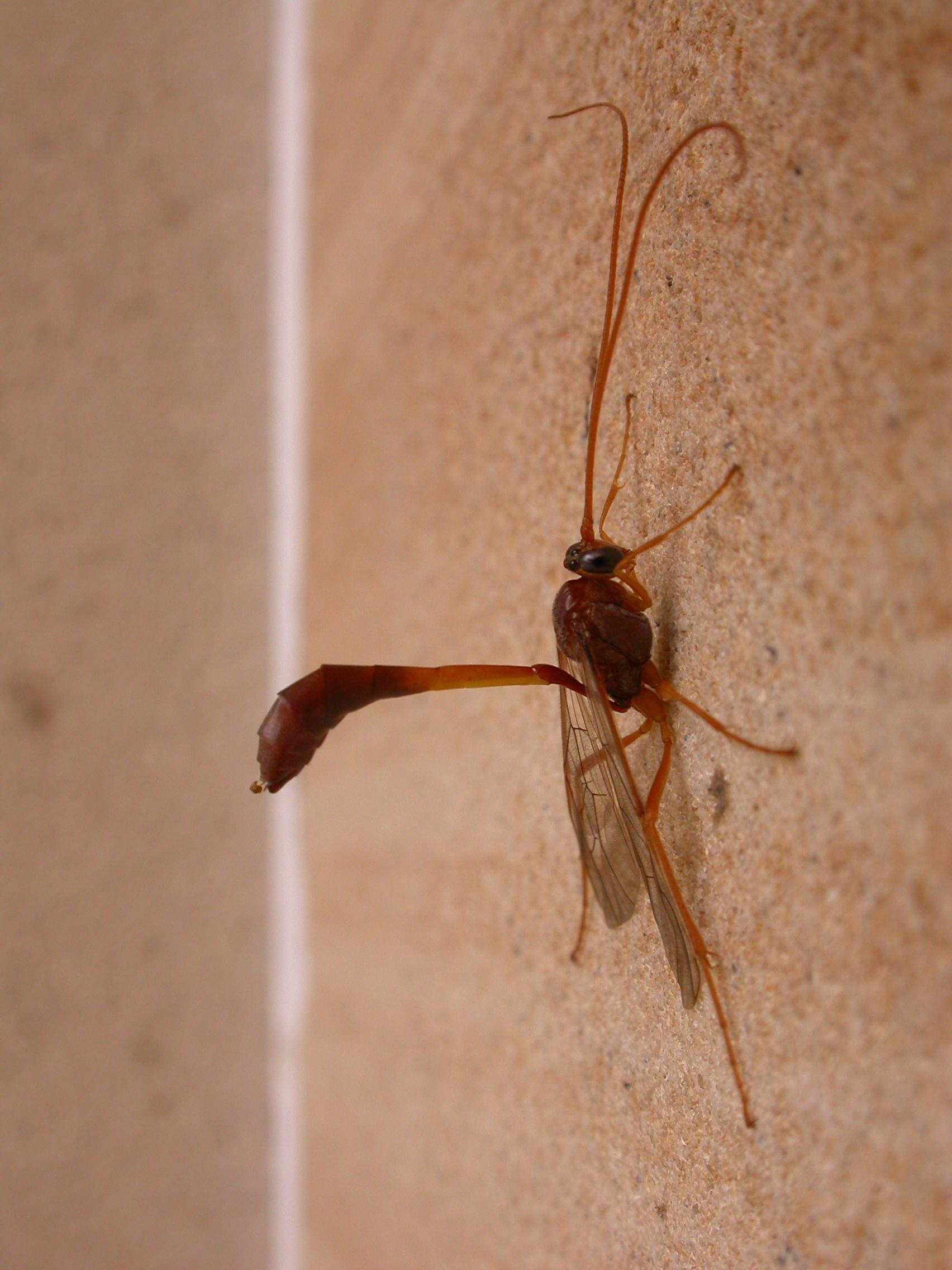
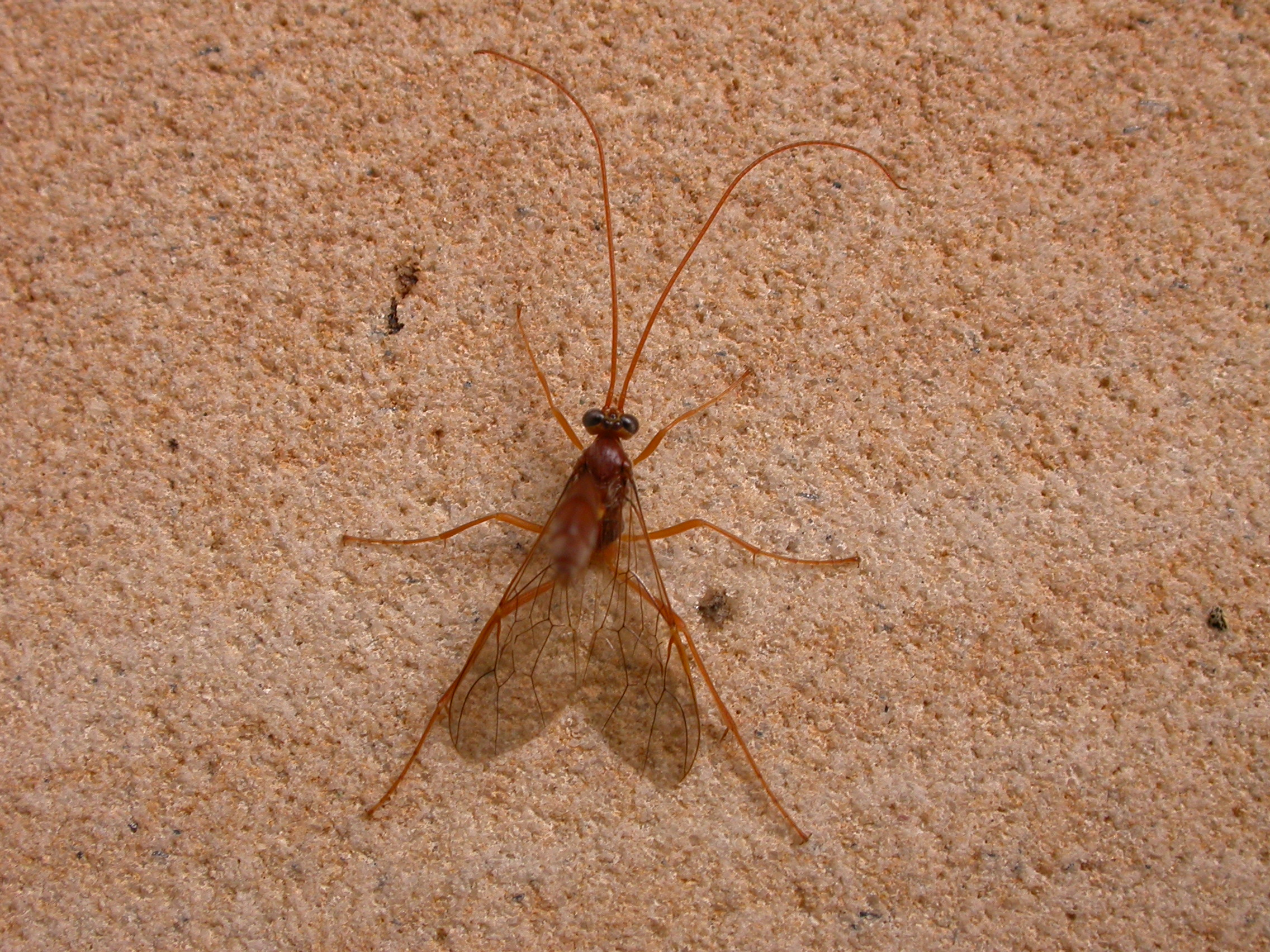
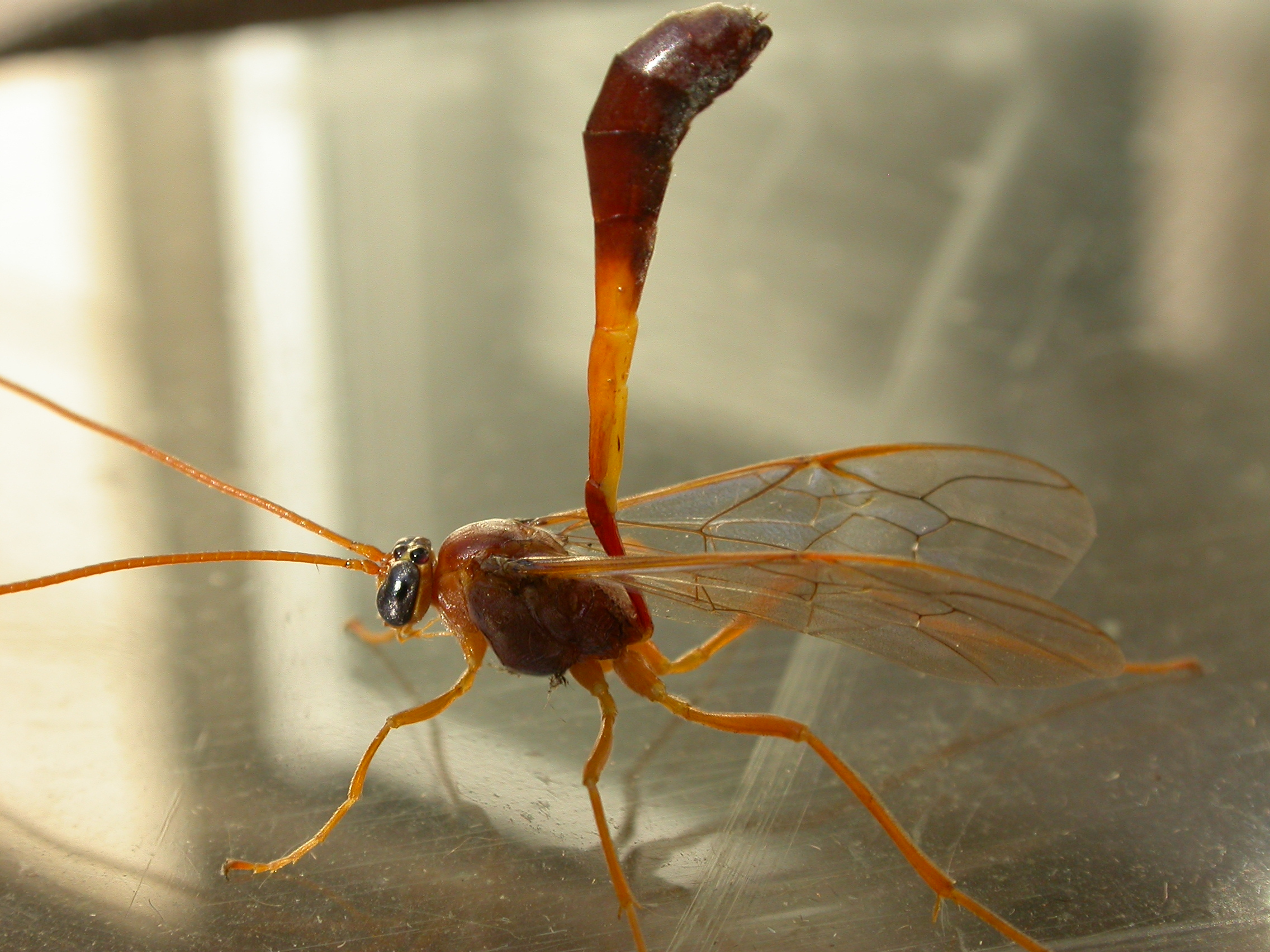
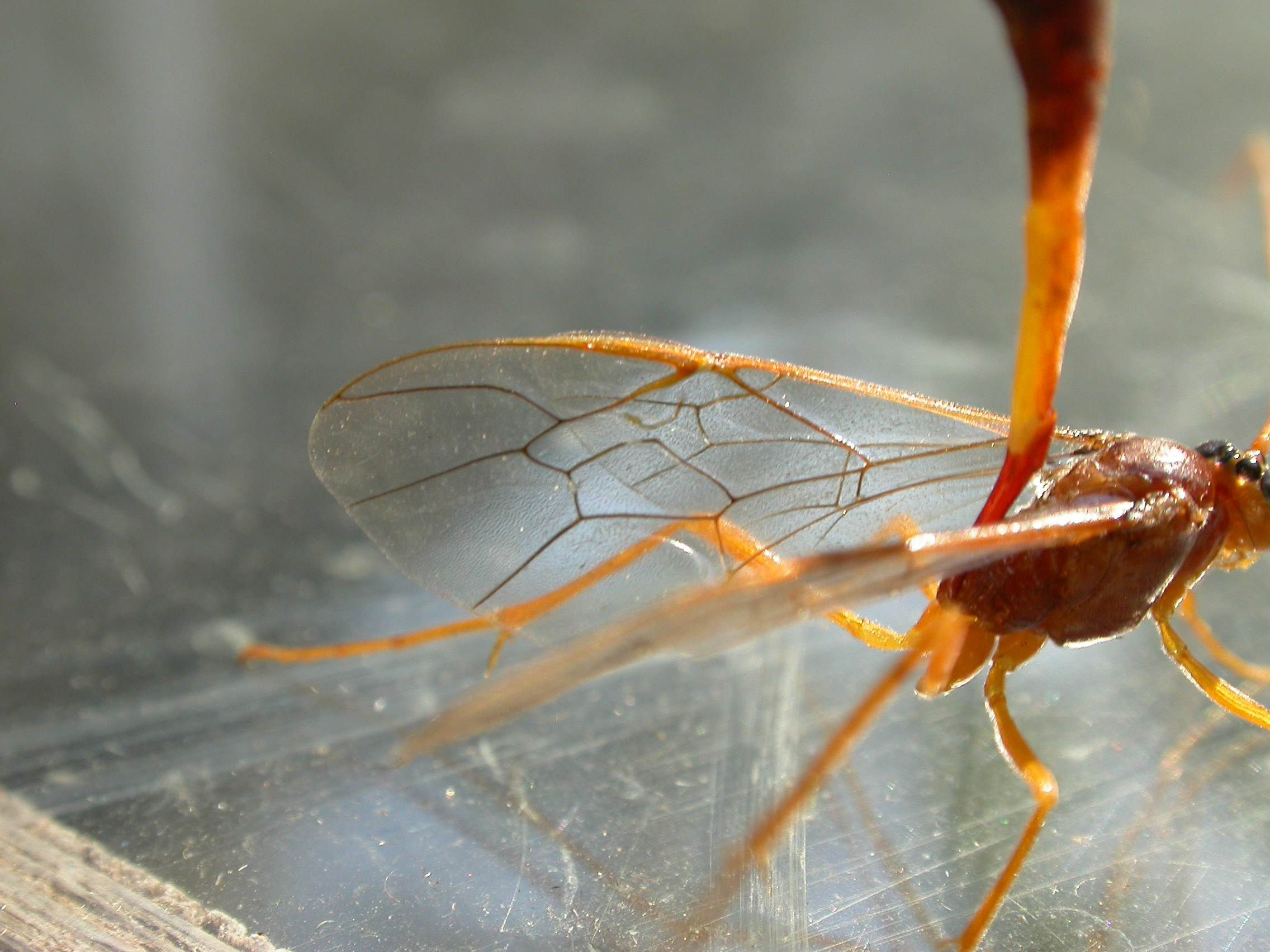